# Helsinki-86
Helsinki-86 war eine im Juli 1986 in Liepāja gebildete Menschenrechtsgruppe Lettlands.

## Geschichte
Zu ihren Gründern zählten Linards Grantiņš, Raimonds Bitenieks und Mārtiņš Bariss.
Am 14. Juni 1987, dem 46. Jahrestag des Beginns der Deportationen von rund 35.000 Letten in die Sowjetunion am 14. Juni 1941, organisierte die Gruppe eine Feier, bei der ihre Mitglieder am Freiheitsmonument in Riga Blumen niedergelegten. Sie wurden vom KGB verhaftet. Dieses Ereignis demonstrierte die Wiedergeburt des lettischen Nationalstolzes und Selbstvertrauens.
Am 23. August 1987 organisierte Helsinki-86 eine Protestdemonstration gegen den deutsch-sowjetischen Nichtangriffspakt, der zur sowjetischen Okkupation Lettlands 1940 geführt hatte.
Am 18. November 1987 feierte sie seit 1940 zum ersten Mal den Jahrestag der lettischen Unabhängigkeit von 1918.
Als politische Partei nahm Helsinki-86 erfolglos an den Parlamentswahlen zur Saeima von 1998 teil.
2003 wandelte Helsinki-86 sich zu einer neuen nationalistischen Partei, der Nacionālā Spēka Savienība (NSS).